# Karin Karinson
Karin Karinson (egentligen Nilsson), född 15 mars 1970 i Göteborg, är en svensk konstnär, keramiker och skulptör. Bland de gallerier som ställt ut Karinsons skulpturer och installationer återfinns Gustavsbergs konsthall 2016, Göteborgs konstmuseum 2017 och Växjö konsthall 2018 samt 2019–2020. År 2017 mottog Karinson Sten A. Olssons kulturstipendium.